# Maxime Lagarde
Maxime Lagarde (* 16. März 1994 in Niort) ist ein französischer Schachspieler.
Die französische Einzelmeisterschaft konnte er 2019 in Chartres gewinnen.
In der französischen Mannschaftsmeisterschaft spielte Lagarde für die Vereine Club de Clichy-Echecs-92 (2013/14 und 2014/15), Club de Nice Alekhine (2017, 2018 und 2019).
In Deutschland spielt er für die SF Deizisau (2017/18, 2018/19 und 2019/21).
Im Jahre 2011 wurde ihm der Titel Internationaler Meister (IM) verliehen. Der Großmeister-Titel (GM) wurde ihm 2013 verliehen.
| Hier fehlt eine Grafik, die leider im Moment aus technischen Gründen nicht angezeigt werden kann. Wir arbeiten daran! |